# 塞勒姆鎮區 (密歇根州沃什特瑙縣)
塞勒姆鎮區（英語：Salem Township）是位於美國密歇根州沃什特瑙縣的一個行政鎮區。

## 地方資料
塞勒姆鎮區的面積為89.04平方千米，當中陸地面積為88.81平方千米，而水域面積為0.23平方千米。根據2020年美國人口普查的數據，當地共有人口7018人，而人口密度為每平方千米78.82人。